# هدی‌سنت‌مارتون
هدی‌سنت‌مارتون (به مجاری:  Hegyszentmárton) یک منطقهٔ مسکونی در مجارستان است که در ناحیه شیه واقع شده‌است.